# Heracleum viscosum
Heracleum viscosum är en flockblommig växtart som beskrevs av Fisch. och Ernst Gottlieb von Steudel. Heracleum viscosum ingår i släktet lokor, och familjen flockblommiga växter. Inga underarter finns listade i Catalogue of Life.